# Félix Danjou
Pour les articles homonymes, voir Danjou.

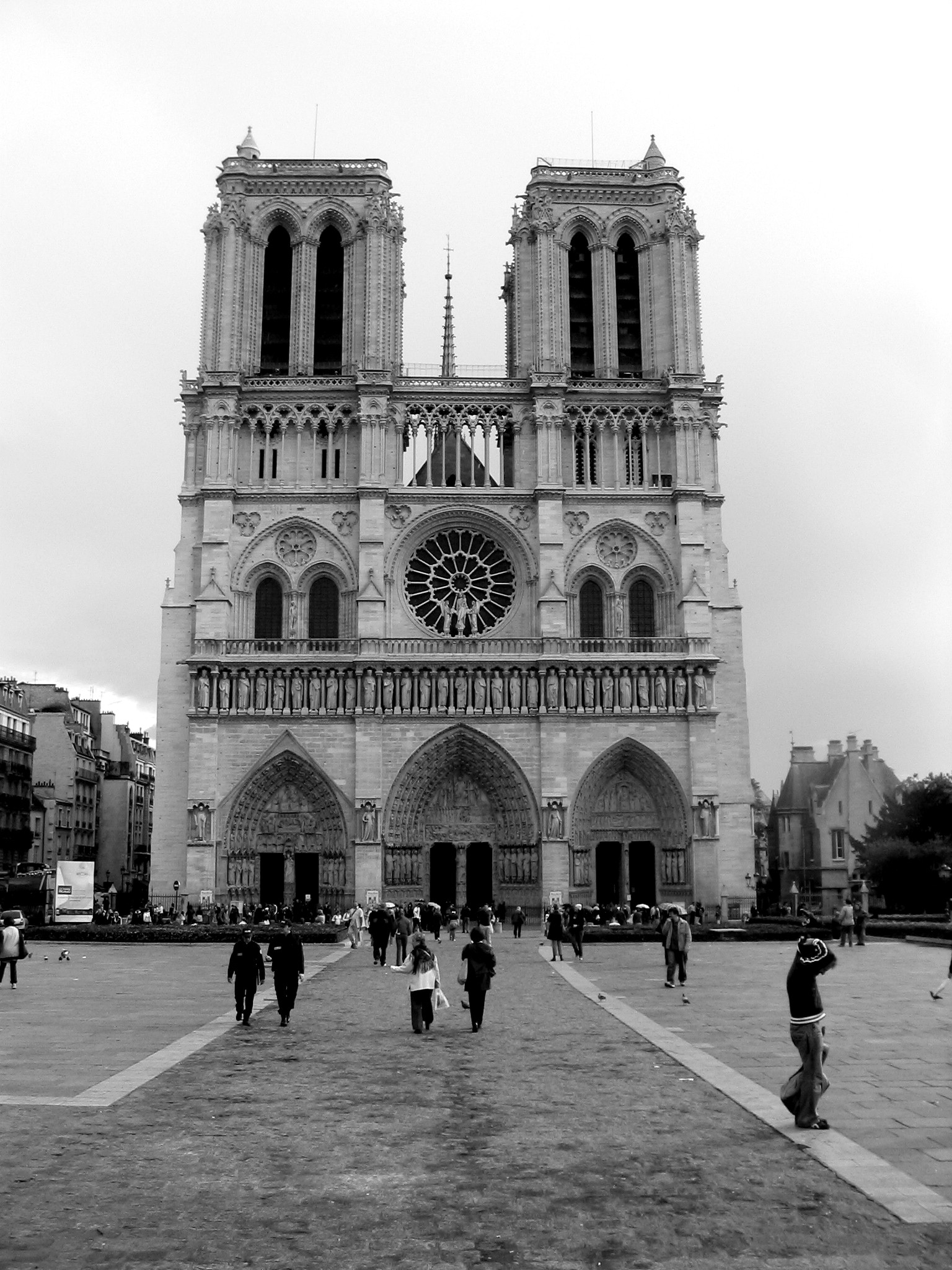
Cathédrale Notre-Dame de Paris

Félix Danjou, né à Paris le 21 juin 1812 et mort à Montpellier le 4 mars 1866,, est un organiste et compositeur français.

## Biographie
Élève de François Benoist, professeur de la toute première classe d'orgue du Conservatoire de Paris, il devint organiste de l'église Saint-Eustache de Paris (1834) et de la cathédrale Notre-Dame de Paris (1840 à 1847).
Il contribua pareillement et considérablement à restaurer le chant grégorien. D'une part, il fonda en 1845 la Revue de la musique religieuse, populaire et classique, afin d'améliorer la qualité de la musique sacrée de l'époque ainsi que de retourner aux sources historiques. D'autre part, il effectua un voyage en Italie en cherchant des manuscrits anciens dans les bibliothèques en 1847. Notamment dans la même année, Félix Danjou découvrit un manuscrit vraiment important dans la bibliothèque de la faculté de médecins de Montpellier. Il s'agit d'une notation alphabétique du XIe siècle dans laquelle tous les neumes sont accompagnés de la notation alphabétique A-P dite de Guillaume de Volpiano.
Il fut aussi actionnaire et principal promoteur de la manufacture d'orgues Daublaine & Callinet, grâce à laquelle il tenta d'imposer son esthétique organistique personnelle.
Demeurant à 44, rue Notre-Dame-des-Victoires, il assista, en 1860, au Congrès pour la restauration du plain-chant et de la musique de l'Église.

## Tonaire de Saint-Bénigne de Dijon

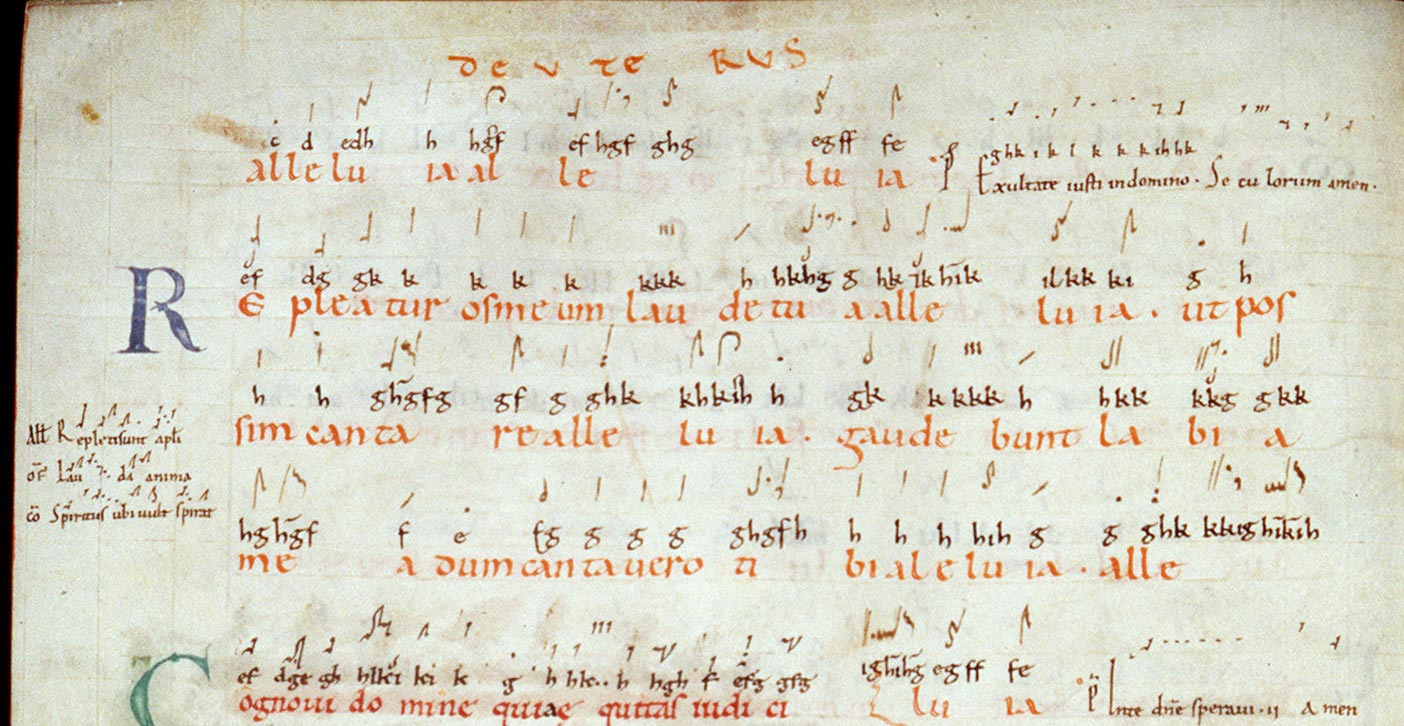
Manuscrit de Montpellier, H. 159.

Le Tonaire de Saint-Bénigne de Dijon fut découvert par Félix Danjou, le 18 décembre 1847. Avant cette découverte, il avait cherché des manuscrits anciens du chant grégorien dans les archives en Italie. S'il n'avait pas effectué une déviation vers Montpellier avant de rentrer à Paris, cette pierre de Rosette musique aurait demeuré inconnue.
Il n'est pas certain qu'auparavant, les musicologues pussent déchiffrer les neumes anciens, sans lignes. Au milieu du XVIIIe siècle, l'abbé Léopold Poisson insistait correctement que la restauration du chant doive être effectuée selon les manuscrits des IXe, Xe et XIe siècles. Toutefois, d'après Dom Eugène Cardine de l'abbaye de Solesmes, fondateur de la sémiologie grégorienne, ces neumes demeuraient indéchiffrables. Donc, si Danjou n'avait pas retrouvé ce précieux manuscrit, la restauration du chant grégorien serait resté difficile au XIXe siècle.
De fait, à la suite de ce découvert, le Graduel romain (édition rémo-cambraisienne) fut publié à la base de ce manuscrit, déjà en 1851. De plus, le célèbre Liber gradualis, sorti en 1883 et base de l'Édition Vaticane, aussi profitait du tonaire de Dijon.

## écrits
sources Gallica "Félix Danjou" :
- Archives curieuses de l'histoire de France depuis Louis XI jusqu'à Louis XVIII, ou Collection de pièces rares, 27 vol., 1834-1840.
- De l'état et de l'avenir du chant ecclésiastique en France, Paris, Parent-Desbarres, 1843.
- Du paganisme dans la société et dans l'éducation, 4 lettres, Montpellier, 1852.
- Exposé succinct d'un nouveau système d'organisation des bibliothèques. Publié par un bibliophile, Montpellier, 1845.
- Manufacture d'orgues, Anciennement Maison Daublaine & Collinet, 1844.